# Nizozemska obala sužnjev
Nizozemska obala sužnjev (nizozemsko Slavenkust) se nanaša na trgovske postaje Nizozemske zahodnoindijske družbe na obali sužnjev, ki ležijo v sodobni Gani, Beninu, Togu in Nigeriji. Glavni namen trgovske postojanke je bila oskrba s sužnji za nizozemske kolonije v Ameriki. Nizozemska udeležba na Obali sužnjev se je začela z ustanovitvijo trgovske postaje v Offri leta 1660. Kasneje se je trgovina preselila v Ouidah, kjer so imeli trgovsko postajo tudi Angleži in Francozi. Zaradi političnih nemirov so Nizozemci leta 1725 zapustili svojo trgovsko postojanko v Ouidahu in se preselili v Jaquim, kjer so zgradili Utrdbo Fort Zeelandija. Do leta 1760 so Nizozemci zapustili svojo zadnjo trgovsko postajo v regiji.
Obala sužnjev je bila poseljena iz Nizozemske Zlate obale, na kateri so Nizozemci imeli sedež v Elmini. V času svojega obstoja je bila Obala sužnjev tesno povezana s to kolonijo.

## Zgodovina
Glede na različne vire je Nizozemska zahodnoindijska družba začela redno pošiljati svoje uslužbence v glavno mesto Adžalanda Allado od leta 1640 naprej. Nizozemci so se v desetletjih pred tem začeli zanimati za atlantsko trgovino s sužnji zaradi zajetja severne Brazilije od Portugalcev. Viljem Bosman piše v svojem Nauwkeurige beschrijving van de Guinese Goud-Tand-en Slavekust (1703), da se je Allada imenovala tudi Grand Ardra, saj je bila večja sestrična Male Ardre, znane tudi kot Offra. Od leta 1660 naprej je nizozemska prisotnost v Alladi in zlasti Offri postala trajnejša.  Poročilo iz tega leta navaja nizozemske trgovske postaje, razen Allade in Offre, v Beninskem mestu, Grand-Popu in Savi.
Trgovska postaja Offra je kmalu postala najpomembnejši nizozemski urad na Obali sužnjev. Po poročilu iz leta 1670 je bilo letno od 2500 do 3000 sužnjev prepeljanih iz Offre v Ameriko in pisanje iz 1690-ih, je Bosman komentiral trgovino v Fidi, "so trgi ljudi tukaj na enak način kot trgi zveri pri nas ."  V času spopadov se je število sužnjev zmanjšalo. Od leta 1688 naprej je boj med Adža kraljem Allade in ljudstvi na obalnih območjih oviral dobavo sužnjev. Nizozemska zahodnoindijska družba je izbrala stran kralja Adža, zaradi česar so nasprotne sile leta 1692 uničile urad Offra. Po tem polomu se je nizozemsko sodelovanje na Obali sužnjev bolj ali manj ustavilo.
Med svojim drugim potovanjem v Benin je David van Nyendael obiskal beninskega kralja v Beninskem mestu. Njegov podroben opis tega potovanja je bil vključen kot dodatek k Nauwkeurige beschrijving van de Guinese Goud-Tand-en Slavekust Willema Bosmana ( 1703). Njegov opis kraljestva ostaja dragocen kot eden najzgodnejših podrobnih opisov Benina.
Na pobudo generalnega guvernerja Nizozemske zlate obale Viljema de la Palme je bil Jacob van den Broucke leta 1703 poslan kot "opperkommies" (glavni trgovec) v nizozemsko trgovsko postajo v Ouidah, ki je bila po virih ustanovljena okoli leta 1670. Ouidah je bil tudi središče trgovanja s sužnji za druge evropske trgovce s sužnji, zaradi česar je to mesto verjetno kandidat za novo glavno trgovsko postajo na Obali sužnjev. 
Politični nemiri so bili tudi razlog za zaprtje pisarne Ouidah leta 1725. Podjetje je tokrat svoj sedež preselilo v Jaquim, ki leži bolj vzhodno. Vodja postaje Hendrik Hertog je slovel kot uspešen trgovec s sužnji. V poskusu razširitve svojega trgovskega območja se je Hertog pogajal z lokalnimi plemeni in se vmešal v lokalne politične boje. Vendar se je postavil na napačno stran, kar je privedlo do spora z generalnim direktorjem Janom Prangerjem in njegovega izgona na otok Appa leta 1732. Nizozemska trgovska postaja na tem otoku je bila razširjena kot novo središče trgovine s sužnji. Leta 1733 se je Hertog vrnil v Jaquim in tokrat razširil trgovsko postojanko v Fort Zeelandijo. Oživitev trgovine s sužnji v Jaquimu je bila le začasna, saj so njegovi nadrejeni v Nizozemski zahodnoindijski družbi opazili, da so Hertogovi sužnji dražji kot na Zlati obali. Od leta 1735 je Elmina postala priljubljeno mesto za trgovanje s sužnji. 

## Človeški davek
Čezatlantska trgovina s sužnji je povzročila ogromno še vedno neznano število izgub življenj afriških ujetnikov v Ameriki in zunaj nje. Po poročanju BBC-ja naj bi med prevozom v Novi svet umrlo več kot milijon ljudi.  Veliko jih je umrlo kmalu po prihodu. Število življenj, izgubljenih pri pridobivanju sužnjev, ostaja skrivnost, vendar je lahko enako ali večje od števila tistih, ki so preživeli, da bi bili zasužnjeni.
Divja narava trgovine je vodila v uničenje posameznikov in kultur. Zgodovinarka Ana Lucia Araujo je opozorila, da se proces zasužnjevanja ni končal s prihodom na obale zahodne poloble; na različne poti posameznikov in skupin, ki so bili žrtve atlantske trgovine s sužnji, so vplivali različni dejavniki – vključno z regijo izkrcanja, možnostjo prodaje na trgu, vrsto opravljenega dela, spolom, starostjo, vero in jezikom. 
Patrick Manning ocenjuje, da je bilo približno 12 milijonov sužnjev vključenih v atlantsko trgovino med 16. in 19. stoletjem, vendar jih je približno 1,5 milijona umrlo na krovu ladje. V Ameriki je prispelo približno 10,5 milijona sužnjev. Poleg sužnjev, ki so umrli na Srednjem prehodu, je verjetno več Afričanov umrlo med lovom na sužnje v Afriki in prisilnimi pohodi v pristanišča. Manning ocenjuje, da jih je v Afriki po ujetju umrlo 4 milijone, veliko več pa jih je umrlo mladih. Manningova ocena zajema 12 milijonov, ki so bili prvotno namenjeni v Atlantik, ter 6 milijonov, namenjenih na azijske trge s sužnji, in 8 milijonov, namenjenih na afriške trge. Od sužnjev, poslanih v Ameriko, je največji delež šel v Brazilijo in na Karibe.

## Trgovske postaje
| Mesto v Zahodni Afriki                             | Ocena | Opustitev | Komentarji |
| -------------------------------------------------- | ----- | --------- | --- |
| Offra (Pla, Cleen Ardra, Klein Ardra, Offra)       | 1660  | 1691      | Offra je bila kot prvotna glavna trgovska postaja na Nizozemski obali sužnjev ustanovljena leta 1660. Po poročilu iz leta 1670 so iz Offre letno prepeljali od 2500 do 3000 sužnjev. Zaradi nizozemske postavitve na stran kralja Adža v lokalnih političnih bojih je bila utrdba leta 1692 uničena. |
| Allada (Ardra, Ardres, Arder, Allada, Harder)      | 1660  | ?         | Po virih naj bi Nizozemska zahodnoindijska družba že leta 1640 začela pošiljati uslužbence v Allado, glavno mesto Adžalanda. V nekaterih virih se Allada imenuje "Grand Ardra", v nasprotju z "Little Ardra", kar je drugo ime za Offra. |
| Beninsko mesto                                     | 1660  | 1740      | V sodobni Nigeriji . |
| Veliki Popo                                        | 1660  | ?         | |
| Savi (Sabee, Xavier, Savy, Savé, Sabi, Xabier)     | 1660  | ?         | V začetku 18. stoletja so imeli Nizozemci majhno trgovsko postajo v Savi (glavnem mestu kraljevine Whydah), poleg kraljeve palače. V primerjavi z angleškimi in francoskimi trgovskimi postajami je bila nizozemska postaja precej minimalistična. |
| Ouidah (Fida, Whydah, Juda, Hueda, Whidah)         | 1670  | 1725      | Ouidah je bil središče za trgovanje s sužnji na Obali sužnjev. Leta 1703 je generalni guverner Zlate obale Viljem de la Palma leta 1703 poslal Jacoba van den Brouckeja kot "glavnega trgovca" v Ouidah. Opuščen leta 1725 v korist mesta Jaquim zaradi političnih nemirov na Obali sužnjev. |
| Agaton (Agaton, Agoton)                            | 1717  | ?         | Trgovska postojanka v Agatonu v takratni Nigeriji je bila na hribu na bregovih reke Benin (tudi Rio Formoso). Agaton je bil pomembna postojanka za trgovino z oblačili, zlasti s tako imenovanimi "Beninskim platnom". V letih 1718-1719 je postaja proizvedla 31.092 funtov slonovine . |
| Jaquim (Jaquin, Jakri, Godomey, Jakin)             | 1726  | 1734      | Ena najuspešnejših postojank na Obali sužnjev. Postal je glavno mesto, potem ko je bil Ouidah zapuščen leta 1725. Leta 1733 je bila tukaj zgrajena trdnjava Fort Zeelandija, dve leti kasneje pa so se direktorji Nizozemske zahodnoindijske družbe odločili, da bodo trgovino s sužnji preselili v grad Elmina, kjer so bili sužnji cenejši. |
| Aného (Petit Popo, Little Popo, Klein Popo, Popou) | 1731  | 1760      | Mali Popo, znan tudi kot Aného, je bil najbolj zahodna postojanka na Obali sužnjev. Zaradi tega je ta postojanka trpela zaradi konkurence Danske Afriške družbe s sedežem na Danski Zlati obali. |
| Appa 1                                             | 1732  | 1736?     | Otok Appa leži vzhodno od Offre. Na ta otok je Hendrik Hertog, trgovec v Jaquimu, pobegnil leta 1732, ko se je postavil na stran poražene strani v lokalnem spopadu. Na tem otoku je bila ustanovljena nova trgovska postaja, ki naj bi nadomestila Jaquima. Appa in obnovljeni Jaquim, zdaj znan kot Fort Zeelandija, je za nekaj časa postal vidno središče trgovine s sužnji, vse do leta 1735, ko se je Nizozemska zahodnoindijska družba odločila prenesti dobavo sužnjev v Elmino na Zlati obali. Hertog je leta 1738 pobegnil v Pattackerie v strahu, da bodo Appa napadla tudi lokalna plemena. |
| Appa 2 (Epe, Ekpe)                                 | 1732  | 1755?     | Appa 2 je ime, ki se v neki literaturi nanaša na trgovsko postojanko, kamor je pobegnil Hendrik Hertog z otoka Appa, vzhodno od Offre. Novo delovno mesto je poimenoval tudi Appa, vendar je bilo to delovno mesto blizu Pattackerieja (sodobni Badagri ). |
| Badagri (Pattackerie)                              | 1737  | 1748      | V Atlasu vzajemne dediščine se omenja kot ločena trgovska postaja, ki se razlikuje od "Appa 2", prav tako v Badagriju . Negotovo je, ali sta v resnici obstajali dve ločeni trgovski mesti ali sta mesti eno in isto. |
| Meidorp (Meiborg)                                  | ?     | ?         | Meidorp se je nahajal ob reki Benin (tudi: Rio Formoso). Bila je preprosta loža, ki so jo poimenovali nizozemski trgovci. Opuščen je bil potem, ko je zadnji trgovec Beelsnijder obrnil lokalno prebivalstvo proti sebi, zaradi njegovega netaktnega pristopa do njih. |